# إسماعيل بن أحمد الكبسي
العلامة  إسماعيل بن أحمد بن عبد اللّه الكبسي المغلس  دعا إلى الله سنة 1221 هـ، وتوفي سنة 1248 هـ، مشهده بمدينة ذمار. وهو المجدد في المئة الثانية عشرة للهجرة. وكان انتقاله من هجرة الكبس إلى مدينة ذمار لقصد التدريس بها فلبث فيها شهراً واحداً ومرض ولما حانت وفاته قام وتطهر وأمر بمد فراشه في وسط المكان المقيم فيه واستقبل القبلة وبقي نحو ساعتين وقبض وكان قد أوصى أن يكفن في قميصه وملحفتيه. وعلي بن المعتق هو الجامع لآل الكبسي ومنهم السيد الإمام الزاهد العابد إسماعيل بن أحمد بن محمد بن الحسن بن القاسم الكبسي الروضي إلى آخر النسب وهو غير الإمام السابق.